# 盖布萨特尔
盖布萨特尔是德国巴伐利亚州的一个市镇。总面积19.12平方公里，总人口1780人，其中男性931人，女性849人（2011年12月31日），人口密度93人/平方公里。